# Johannes Buridanus

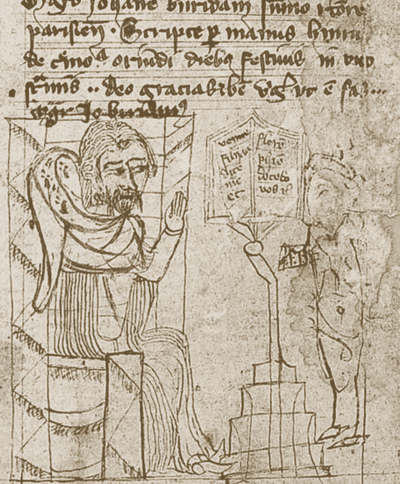
Johannes Buridanus

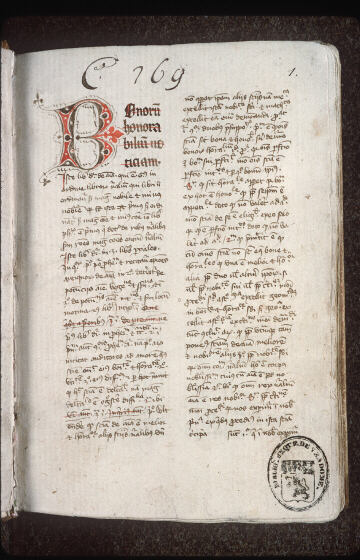
"Expositio et quaestiones" in Aristoteles De Anima door Johannes Buridanus, 1362?.

Johannes Buridanus (Frans: Jean Buridan) (Béthune in Artesië, ca. 1300- kort na 1358) was een scholastisch filosoof, die naar men zegt de zaden van de Copernicaanse revolutie in Europa heeft doen ontkiemen. Hij was een leerling van Willem van Ockham.
Hoewel hij een van de beroemdste en invloedrijkste filosofen uit de late middeleeuwen was, geldt hij heden ten dage als een van de minder bekende scholastische filosofen. Hij ontwikkelde het concept van de impetus, een eerste stap in de richting van het moderne concept van de inertie, en een belangrijke ontwikkeling in de geschiedenis van de wetenschap in de middeleeuwen. Zijn naam leeft nog het meest in de herinnering voort door het gedachte-experiment, dat bekendstaat als de ezel van Buridan. Dit gedachte-experiment komt in zijn bewaard gebleven geschriften echter niet voor.

## Biografie
Hij werd zeer waarschijnlijk in Béthune (toen Artesië, nu Pas-de-Calais) geboren. Hij studeerde in een tijd dat het gedachtegoed van de scholastische filosoof Willem van Ockham aan de Universiteit van Parijs hoogtij vierde. Buridanus ontwikkelde zich tijdens zijn studie tot een verwoed nominalist.
Na zijn afstuderen gaf hij in Parijs les in de filosofie. In 1328 en 1340 werd hij tweemaal tot rector van de universiteit verkozen. Als filosoof hing Buridanus het zuiverste nominalisme aan. Hij beperkte zich tot filosofische studies. Onder zijn opmerkelijkste studenten was Albert van Rickmersdorf (ook wel Albert van Saksen genoemd).
In tegenstelling tot het reguliere pad voor een carrière als filosoof, koos hij ervoor om verder te studeren aan de faculteit van de zeven vrije kunsten en niet aan de theologische faculteit. Als seculiere geestelijke was hij beter in staat zijn  onafhankelijkheid te bewaren dan als hij in een religieuze orde was ingetreden. Vanaf 1340 zette hij zich af tegen zijn leermeester Willem van Ockham. Dit verzet is wel geïnterpreteerd als het begin van religieus scepsis en de dageraad van de wetenschappelijke revolutie.
Vervolgd door de realisten, was hij gedwongen uit te wijken naar Duitsland, waar hij in Wenen een school stichtte en lesgaf. Als nominalist kon Buridanus het bestaan van de menselijke vrijheid niet toegeven. Hij heeft in zijn commentaren op De ethica van Aristoteles uitvoerig over de kwestie van de vrije wil gesproken. Hij stelde dat de wereld weliswaar voor een groot deel deterministisch in elkaar zit, maar dat de mens desondanks toch over een vrije wil beschikt. De mens zou namelijk, in tegenstelling tot bijvoorbeeld een ezel, de mogelijkheid hebben om zijn wensen kritisch te onderzoeken.
Buridanus schreef onder meer over oplossingen voor paradoxen, zoals de Leugenaarsparadox.
Buridanus stierf vermoedelijk in 1361 aan de pest, de eerste keer dat de pest in Parijs opnieuw toesloeg na de grote pestepidemie van 1348/49.
Een postume campagne honderd jaar na zijn dood door de Ockhamisten slaagde erin om Buridanus' geschriften van 1474 tot 1481 op de Index Librorum Prohibitorum geplaatst te krijgen.

## Impetus-theorie
Het concept van traagheid was wezensvreemd voor de fysica van Aristoteles. Aristoteles en zijn ambulante volgelingen waren van mening dat een lichaam alleen in beweging kon blijven door de actie van een continue externe kracht. Zo zou in de Aristotelische zienswijze een projectiel, dat zich door de lucht beweegt, haar voortdurende beweging te danken hebben aan wervelingen of trillingen in het omringende medium, een fenomeen dat bekendstaat als antiperistasis. Bij het ontbreken van een nabije, aangrenzende kracht zou het lichaam vrijwel onmiddellijk tot rust komen.
In de voetsporen tredend van John Philoponos en Avicenna stelde Johannes Buridanus voor dat beweging in stand wordt gehouden door een bepaalde eigenschap van het lichaam, die werd overgebracht op het moment dat het lichaam in beweging werd gezet. Buridanus noemde deze beweging-handhavende eigenschap impetus. Het feit dat hij de opvatting verwierp dat de impetus spontaan vervliegt is het grote verschil tussen de impetus-theorie van Buridanus en die van zijn voorgangers. Buridanus beweert dat de impetus wordt tegengewerkt door de krachten van de luchtweerstand en de zwaartekracht , die zich verzetten tegen de impetus. Buridanus was verder van oordeel dat de impetus van een lichaam toenam met de hoeveelheid materie en met de snelheid, waarmee dit lichaam in beweging werd gezet. Het is duidelijk dat Buridanus' impetus nauw verwant is aan het moderne concept van impuls (Engels: momentum). Buridanus zag impetus als de veroorzaker van de beweging van het object. Johannes Buridanus anticipeerde Isaac Newton meer dan 300 jaar toen hij schreef:
... Na het verlaten van de arm van de werper, wordt het projectiel door een impetus verplaatst die aan het projectiel wordt gegeven door de werper en deze zal zich blijven verplaatsen zolang de impetus sterker blijft dan de weerstand, en zou van oneindige duur zijn, ware het niet dat de impetus afneemt en beschadigd raakt door een tegenstrijdige kracht, die er weerstand aan biedt of door iets wat het projectiel tot een tegengestelde beweging doet neigen
Buridanus gebruikte de impetustheorie om een nauwkeurige kwalitatieve  beschrijving van de beweging van projectielen te geven, maar hij zag zijn theorie uiteindelijk toch allereerst als een correctie op Aristoteles, waarbij hij de kernperipatetische overtuigingen, waaronder een fundamenteel kwalitatief verschil tussen beweging en rust, in stand hield.
De impetustheorie was ook aangepast om de hemelse fenomenen in termen van circulaire impuls te verklaren.

## Observaties naast citeren van autoriteiten
Wetenschap betekende vaak dat autoriteiten uit de Oudheid of Middeleeuwen werden aangehaald. Een vraagstuk omtrent de rotatie van de aarde werd vaak behandeld aan de hand van geschriften van bijvoorbeeld Aristoteles of Thomas van Aquino. Buridanus deed ook aan observaties van natuurlijke verschijnselen.

## Invloed op latere wetenschappers
In latere eeuwen hebben wetenschappers vaker gebruikgemaakt van opvattingen van Middeleeuwse wetenschappers. Argumenten werden dan overgenomen zonder bronvermelding. Zo lijkt het argument omtrent de draaiing van de aarde dat Copernicus gebruikt rechtstreeks afkomstig te zijn van Buridanus. Buridanus schrijft rond 1350:
Als iemand in een bewegend schip zit en hij stelt zich voor dat hij stilstaat, en als hij dan een ander schip ziet dat werkelijk stilstaat, zal het hem toeschijnen dat het andere schip beweegt [....] en net zo stellen we ook dat de sfeer van de zon overal stilstaat en dat de aarde draait en ons meeneemt. Maar aangezien wij ons voorstellen dat we stilstaan [....] schijnt het ons toe dat de zon opkomt en weer ondergaat, alsof hij wordt voortbewogen en wij stilstaan.
Het argument zal 200 jaar later geheel worden overgenomen door Copernicus.

## Ezel van Buridan
Een legende vertelt dat Buridan lesgaf over een ezel, de zogenaamde Ezel van Buridan, die stierf van de honger toen hij moest kiezen tussen twee gelijke hooibalen. Zoiets zou de mens niet overkomen, zou Buridan hebben gezegd. De menselijke wil wordt namelijk niet alleen bepaald door omgevingsfactoren. De mens heeft een zekere vrijheid, omdat hij zijn keuzemogelijkheden kan voorleggen aan de rede. Een mens is dus geen weerloze slaaf van de wil of het lot.

## Voetnoten
1. ↑   Thomas. S Kuhn, The Copernican Revolution, blz 280
2. ↑  T.F. Glick, S.J. Livesay, F.  Wallis, Medieval Science,Technology and Medicine:an Encyclopedia (Middeleeuwse wetenschap, technologie en geneeskunde: een Encyclopedie), pag. 107
zie hier
3. ↑  Brian Tierney. The Middle Ages. Volume I: Sources of Medieval History. Third edition. Knopf New York, 1978. ISBN 0-394-32151-0. pag. 313-316
4. ↑  James Hannam, Gods filosofen. Hoe in de Middeleeuwen de basis werd gelegd voor de moderne wetenschap, Nieuw Amsterdam, vierde gewijzigde druk 2014, ISBN 9789046817339. pag. 302

- Bibsys: 90379379
- Biblioteca Nacional de España: XX1766754
- Bibliothèque nationale de France: cb118858509 (data)
- Catàleg d'autoritats de noms i títols de Catalunya: 981058511723806706
- CiNii: DA01241727
- Gemeinsame Normdatei: 118818864
- International Standard Name Identifier: 0000 0004 5567 4539
- Library of Congress Control Number: n50032056
- Nationale Bibliotheek van Tsjechië: jx20041021002
- Nationale bibliotheek van Australië: 35023836
- Nationale Bibliotheek van Israël: 987007280586805171
- Nationale Bibliotheek van Polen: a0000001181475
- Nederlandse Thesaurus van Auteursnamen: 068595980
- Réseau des bibliothèques de Suisse occidentale: 02-A000024343
- Istituto Centrale per il Catalogo Unico: TO0V000544
- LIBRIS: 179716
- SNAC: w6697p15
- Système universitaire de documentation: 02665086X
- Trove: 797752
- Virtual International Authority File: 286011503